# 알마스리 SC
알마스리 클럽(영어: Al-Masry Club, 아랍어: النادي المصري),약칭 알마스리(Al Masry)는 이집트에 위치한 포트사이드를 연고로 하는 축구팀이다. 이 팀은 1920년에 창단하였으며, 현재 이집트 프리미어리그에 참가하고 있다.

## 우승 경력

### 이집트 국내 대회 우승
- 이집트 컵

우승 (1): 1998

## 선수 명단

### 현역
참고: FIFA 자격 규정에 따라 소속된 국가대표팀 국기를 표시합니다. 선수는 복수의 FIFA 비회원국 국적을 가지고 있을 수 있습니다.
| 번호 | 포지션 | 국적   | 이름            |
| ---- | ------ | ------ | --------------- |
| 3    | DF     | 알제리 | 이마데딘 부베커 |

| 번호 | 포지션 | 국적   | 이름                 |
| ---- | ------ | ------ | -------------------- |
| 37   | FW     | 카메룬 | 프랑크 음벨라 에투가 |

## 역대 감독
| 감독              | 임기        |
| ----------------- | ----------- |
| 마이클 크루거     | 1998        |
| 즐라트코 크란차르 | 1999 ~ 2000 |
| 푸아드 무주로비치 | 2002        |
| 비치케이 베르털런 | 2009        |
| 테오 뷔커         | 2010        |
| 알랭 가이거       | 2010 ~ 2011 |
| 후안 호세 마케다  | 2014 ~ 2015 |
| 에하브 갈랄       | 2018 ~ 2020 |
| 알리 마헤르       | 2020 ~ 2021 |
| 모이네 차아바니   | 2021 ~ 2022 |
| 알리 마헤르       | 2023 ~      |

## 같이 보기
- 포트사이드 경기장 폭력 사태